# One-Day Cup (West Indies)
Der west-indische One-Day Cup ist der List-A-Cricket-Wettbewerb der West Indies, der in unterschiedlichen Formaten seit der Saison 1972/73 ausgetragen wird.

## Mannschaften
Derzeit nehmen acht Mannschaften an dem Wettbewerb teil.
| Team                           | Teilnahme seit |
| ------------------------------ | -------------- |
| Barbados                       | 1972/73        |
| Combined Campuses and Collages | 2007/08        |
| Guyana                         | 1972/73        |
| West Indies Emerging Team      | 2019/20        |
| Jamaika                        | 1972/73        |
| Trinidad und Tobago            | 1972/73        |
| Leeward Islands                | 1975/76        |
| Windward Islands               | 1975/76        |

Ehemals teilnehmende Mannschaften waren:
| Team                                |
| ----------------------------------- |
| Antigua und Barbuda                 |
| Bermuda                             |
| Kanada                              |
| Cayman Islands                      |
| Irland                              |
| St. Vincent und die Grenadinen      |
| Northern Windward Islands           |
| Rest of Leeward Islands             |
| Rest of Windward Islands            |
| Southern Windward Islands           |
| Vereinigte Staaten                  |
| University of the West Indies       |
| West Indies High Performance Centre |
| West Indies U19                     |
| ICC America                         |

## Sieger
| - 2019/20 West Indies Emerging Team - 2018/19 Combined Campuses and Collages - 2017/18 Windward Islands - 2016/17 Barbados - 2015/16 Trinidad und Tobago - 2014/15 Trinidad und Tobago - 2013/14 Barbados - 2012/13 Windward Islands - 2011/12 Jamaika - 2010/11 Barbados & Leeward Islands - 2009/10 Trinidad und Tobago - 2008/09 Trinidad und Tobago - 2007/08 Jamaika - 2006/07 Trinidad und Tobago - 2005/06 Guyana - 2004/05 Trinidad und Tobago |  | - 2003/04 Guyana - 2002/03 Barbados - 2001/02 Guyana - 2000/01 Windward Islands - 1999/2000 Jamaika - 1998/99 Guyana - 1997/98 Leeward Islands - 1996/97 Trinidad und Tobago - 1995/96 Guyana & Trinidad und Tobago - 1994/95 Leeward Islands - 1993/94 Leeward Islands - 1992/93 Guyana & Leeward Islands - 1991/92 Trinidad und Tobago - 1990/91 Jamaika - 1989/90 Trinidad und Tobago - 1988/89 Windward Islands |  | - 1987/88 Barbados - 1986/87 Jamaika - 1985/86 Jamaika - 1984/85 Guyana - 1983/84 Jamaika - 1982/83 Guyana - 1981/82 Leeward Islands - 1980/81 Trinidad und Tobago - 1979/80 Guyana - 1978/79 Trinidad und Tobago - 1977/78 Jamaika & Leeward Islands - 1976/77 Barbados - 1975/76 Barbados - 1974/75 nicht ausgetragen - 1973/74 nicht ausgetragen - 1972/73 Barbados |

## Sieger nach Mannschaft
- Trinidad und Tobago 11 + 1 geteilt
- Guyana 7 + 2 geteilt
- Jamaika 7 + 1 geteilt
- Barbados 7 + 1 geteilt
- Leeward Islands 4 + 3 geteilt
- Windward Islands 4
- Combined Campuses and Collages 1
- West Indies Emerging Team 1